# Alexis González
Alexis Rubén González (Buenos Aires, 21 de julho de 1981) é um voleibolista profissional argentino.

## Carreira
Alexis Rubén González é membro da seleção argentina de voleibol masculino. Em 2016, representou seu país nos Jogos Olímpicos de Verão no Rio de Janeiro, que ficou em quinto lugar.

## Premiações individuais
- Melhor Líbero da Liga A1 Argentina de 2018-19